# Dussia tessmannii
Dussia tessmannii är en ärtväxtart som beskrevs av Hermann August Theodor Harms. Dussia tessmannii ingår i släktet Dussia och familjen ärtväxter. Inga underarter finns listade i Catalogue of Life.